# سنو (گناباد)
سنو یکی از روستاهای شهرستان گناباد در استان خراسان رضوی ایران است. این روستا در ۲۲ کیلومتری غرب گناباد در حاشیه رشته‌کوه‌های میان گناباد و فردوس در منطقه‌ای به نام براکوه واقع شده‌است و دارای آب و هوایی معتدل است.
سنو به علت واقع شدن در دامنه کوه سیاه و وجود چندین چشمه کوچک و بزرگ، تبدیل به منطقه‌ای بسیار زیبا و خاطره انگیز شده‌است که به علت شناخت کم مردم، افراد تمایل کمتری به استفاده از مواهب طبیعی این منطقه نشان داده‌اند.
چشمه سنو و کیسواز نقاط دیدنی و تفریحی سنو می‌باشند.
عمده آب زراعی و شرب روستا از دو چشمه تنگل و کیسو تأمین می‌شود که چشمه تنگل نقش مهم‌تری را ایفا می‌کند.
پیرامون آب سنو باید گفت: زمانی که طاهر آب شناس از این منطقه عبور می‌کرده‌است، به همراهان گفته‌است که زودتر از اینجا برویم و او در جواب کسانی که علت را سؤال کردند گفته‌است: این چشمه آب زیاد دارد و اگر گناباد خراب شود، یا به وسیله باد خواهد بود یا به وسیله طغیان این چشمه.
دکتر محمد حسن هجرتی در کتاب جغرافیا و توسعه روستایی آورده‌است: مهم‌ترین چشمه گناباد، در روستای سنو قرار دارد و از چشمه‌های معروف به‌شمار می‌رود.
مانند سایر چشمه‌ها، چشمه سنو در سازه‌های آهکی واقع شده و علاوه بر اینکه آب بسیار گوارایی دارد، خروجی آن نیز در تمام ایام سال تقریباً در حدود ۸۵ لیتر در ثانیه‌است و از لحاظ کیفیت، نتایج آزمایشگاهی کیفیت آب در منطقه نشان می‌دهد که آب سنو جزء گروه ۱ با کیفیت آب نسبتاً خوب (شوری و قلیائیت کم) و بهترین آب گناباد می‌باشد.
گفته می‌شود که واژه سنو از سه نوجوان آمده‌است که در ابتدا این سه نوجوان نسبت به احداث این قریه اقدام نمودند ودو تا از برادرها سهم آب خود را وقف آستان قدس رضوی کرد ویک برادر دیگر این کار را انجام نداد.